# نیبئی
نیبئی (به لاتین: Nibei) یک شهرک در جمهوری خلق چین است که در شینگنینگ واقع شده‌است. نیبئی ۸۷٫۳۲ کیلومتر مربع مساحت و ۸۲٬۰۰۰ نفر جمعیت دارد.